# Liste der Bodendenkmale in Puschwitz
In der Liste der Bodendenkmale in Puschwitz sind die Bodendenkmale der Gemeinde Puschwitz und ihrer Ortsteile nach dem Stand der Auflistung von Harald Quietzsch und Heinz Jacob aus dem Jahr 1982 aufgelistet. Eventuelle Änderungen und Ergänzungen, insbesondere aus der Zeit nach der Wende, sind nicht berücksichtigt, da für Sachsen aktuell keine neueren allgemein zugänglichen Bodendenkmallisten vorliegen. Die Baudenkmale sind in der Liste der Kulturdenkmale in Puschwitz aufgeführt.
| Denkmal-ID | Fundart          | Ortsteil  | Bezeichnung              | Zeitstellung    | Lage                                              | Bemerkungen | Bild |
| ---------- | ---------------- | --------- | ------------------------ | --------------- | ------------------------------------------------- | --- | ---- |
| ?          | besonderer Stein | Guhra     | Einzelstein (Wegweiser?) | undatiert       | südöstlich des Orts im Nordwinkel der Wegkreuzung | bearbeitete Granitsäule, unregelmäßig fünfeckig, auf der Oberseite mehrere Schälchen, Schutz seit 13. Juli 1978 |      |
| ?          | besonderer Stein | Puschwitz | Steinkreuz               | Spätmittelalter | im Ort, nördlich an der Straße nach Jeßnitz       | Klingenwaffe eingezeichnet, Schutz seit 20. Juli 1971                                                           |      |